# Fahrenberger Glashütte
Die Fahrenberger Glashütte befand sich ab dem Jahr 1753 in Fahrendorf auf dem Fahrenberg. Sie wurde mit Torf beheizt und gehörte Bremervörder Bürgern.

## Geschichte
Die Gründung der Fahrenberger Glashütte wurde von Kurfürst Georg II. angeordnet und erfolgte auf dem Gelände der 1771 gegründeten Moorsiedlung Fahrendorf im Teufelsmoor. Hintergrund war, dass die ab 1720 geplanten Moorkolonien vom Torf allein nicht leben konnten und der landwirtschaftliche Ertrag anfangs extrem gering war. Die für die Glashütte benötigten Facharbeiter wurden aus ganz Deutschland angeworben. In der Hütte wurde überwiegend Hohlglas hergestellt und die Jahresproduktion in den letzten Betriebsjahren betrug rund 430.000 Hohlgläser wie Glasflaschen und Apothekengläser verschiedener Art.
Der reichlich vorhandene Torf diente als Energiequelle zum Betrieb der Glashütte. Den benötigten Quarzsand lieferte der Geestrücken von Spreckens; Der Sünderbeck (heute Fahrendorfer Kanal) wurde vertieft und verbreitert, damit er für die Bullen und Halbhuntkähne schiffbar wurde, sowohl für die Rohstoffe und das Heizmaterial Torf als auch für die Erzeugnisse. Die für die Schmelze benötigte Holzasche kam von der Saline bei Lüneburg und wurde vom Stader Ewerschiffer Peter Schultze über die Oste zum Bremervörder Hafen gebracht.
Zum Transport diente der Glashütte eine Flotte von acht Moorkähnen, die das Heizmaterial aus der Umgebung über den Oste-Hamme-Kanal und die Oste in die fünf großen Torfschuppen der Hütte anlieferten. Auch die Fertigprodukte wurden von ihnen zum Bremervörder Hafen transportiert, hier hatte die Glashütte einen eigenen Lagerschuppen. Von hier wurden die Erzeugnisse mit dem kleinen Ewer von Peter Schultze nach Hamburg oder in größeren Ewern, die aufgrund des größeren Tiefganges an der Elmer Schiffsstelle anlegte, weiter verteilt. Genever-Flaschen für den holländischen Markt wurden über den Ochsenweg bis Amsterdam transportiert.
Der Siebenjährige Krieg von 1756 bis 1763 hinterließ auch auf der Fahrenberger Glashütte große Schäden. Von der Hütte mussten rund 1000 Fuhren Torf an die hannoverschen Truppen um Bremervörde und an die französischen Truppen bei Zeven geliefert werden. Daher musste sie vorübergehend schließen und arbeitete nach der Wiederöffnung anscheinend mit Verlust, denn sie wurde 1782 endgültig geschlossen.
Ein Teil der Hüttenleute wie Johann Gundelach, Caspar und Heinrich Hartmann, Hinrich und Johann Pingel und Cord Meyer wurden Anbauern in Fahrendorf und Umgebung. Von den Hüttenaktivitäten sind keine Baulichkeiten erhalten, nur einige Glasscherben lassen sich beim Pflügen finden.